# Fronleichnamskirche (Jarosław)

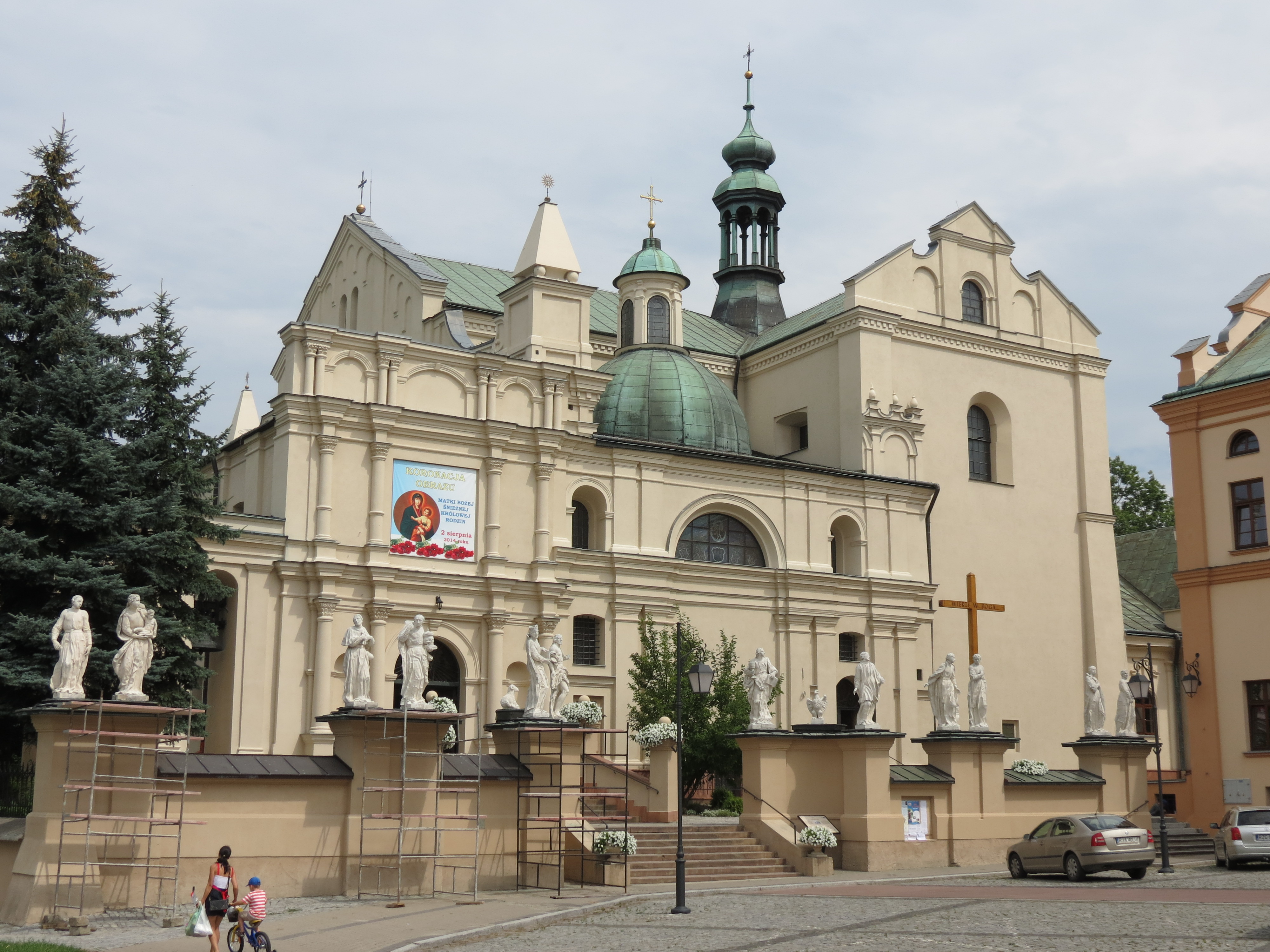
Seitenansicht

Die Stiftskirche Fronleichnam (polnisch Kolegiata Bożego Ciała) ist eine römisch-katholische Kirche in Jarosław, Polen.

## Geschichte und Architektur
Die Kirche wurde 1571 von Zofia ze Sprowy Odrowążówna auf Initiative von Piotr Skarga als Jesuitenkirche unter dem Patronat des Heiligen Johannes gestiftet. Die Bauarbeiten im Stil der Lubliner Renaissance nach Plänen von Giuseppe Brizio zogen sich von 1591 bis 1594 hin. Nach Bränden in den Jahren 1600 und 1625 wurde die Kirche und das Kloster im Stil des Frühbarocks umgebaut. Die Statuen vor der Kirche wurde 1722 von Thomas Hutter geschaffen. Seit Auflösung des Jesuitenordens wird die Kirche als Pfarrkirche genutzt.